# Geometrische Keramik
Als geometrische Keramik bezeichnet man die aus Ton hergestellten Vasen und Gefäße der griechischen Vasenmalerei, die in der geometrischen Epoche zwischen etwa 900 und 700 v. Chr. geschaffen wurden. Innerhalb dieser Epoche straffen sich die Gefäßformen im Vergleich zur protogeometrischen Phase stärker. Die Oberfläche der Gefäße wird von reichen Ornamenten verziert, deren Dekorationsmuster immer komplizierter werden. Kreise und Halbkreise verschwinden als Ornamente. An ihre Stelle tritt der Mäander als neues Hauptmotiv, der in immer neuem und komplizierter werdendem Aufbau große Bereiche der Gefäße schmückt.
Die geometrische Keramik wird gewöhnlich in drei Hauptphasen unterteilt:
- Frühgeometrisch ca. 900 bis 850 v. Chr.
- Mittelgeometrisch (auch strenggeometrisch) ca. 850 bis 760/50 v. Chr.
- Spätgeometrisch ca. 760/50 bis 700 v. Chr.

Ab ca. 800 vor Chr. treten in der Vasenmalerei erneut figürliche Motive auf. Neben Tieren werden in der spätgeometrischen Zeit (760/50 bis 700 v. Chr.) auch Menschen abgebildet. Die Darstellung erfolgt in Form von Silhouetten, die wechselansichtig den Oberkörper von vorne und den Unterkörper von der Seite wiedergeben.
Die Themen der Darstellungen sind vielfach dem Grabkult entlehnt. Neben Prothesis und Ekphora werden aber auch die kriegerische Lebenswelt, die Schifffahrt und wohl auch mythologische Schilderungen thematisiert. Wagengespanne und Krieger in friesartigen Prozessionen beherrschen oft die zentralen Bereiche der Gefäße. Immer sind die Darstellungen in schwarzer, selten roter Farbe auf den helleren Tongrund aufgetragen. Ab dem späten 8. Jahrhundert v. Chr. begegnet der geometrische Stil immer seltener. Als subgeometrisch werden in der griechischen Vasenmalerei Tongefäße bezeichnet, die noch im geometrischen Stil bemalt sind, sich aber zeitlich schon mit orientalisierenden Stilen (z. B. dem Früh-Protokorinthischen) des 7. Jahrhunderts v. Chr. überlappen. 
Als (proto)geometrisch (verziert) werden auch indigene Tongefäße aus Unteritalien bezeichnet. Ab dem späten 2. Jahrtausend v. Chr. tritt bemalte Keramik auf, die als unteritalisch-protogeometrisch, jüngere Exemplare als unteritalisch-geometrisch bezeichnet werden (früher meist als Japygisch-protogeometrisch bzw. -geometrisch). In deren Tradition stehen die daunische, peuketische und die messapische Keramik, Stile, die etwa gleichzeitig in Apulien die geometrischen Gestaltungsmuster noch bis in das 4. Jahrhundert v. Chr. pflegen und auch als subgeometrisch bezeichnet werden. In der Forschung wird die (proto)geometrisch-unteritalische Keramik aber ganz überwiegend als eigenständige Entwicklung angesehen, ohne Verbindungen zur griechischen Keramik; die apulisch-sugeometrischen Stile nehmen zwar Elemente der gleichzeitigen griechischen Keramik der griechischen Kolonien auf, stehen aber weiterhin eindeutig in einheimischer Tradition.